# Griffith Glacier
Griffith Glacier är en glaciär i Antarktis. Den ligger i den centrala delen av kontinenten. Inget land gör anspråk på området. Griffith Glacier ligger 1 379 meter över havet.
Terrängen runt Griffith Glacier är huvudsakligen kuperad, men åt sydväst är den platt.  Trakten är obefolkad. Det finns inga samhällen i närheten. 